# Kanten

Mechanisme van het kanten van een plaatmetaal in een afkantpers

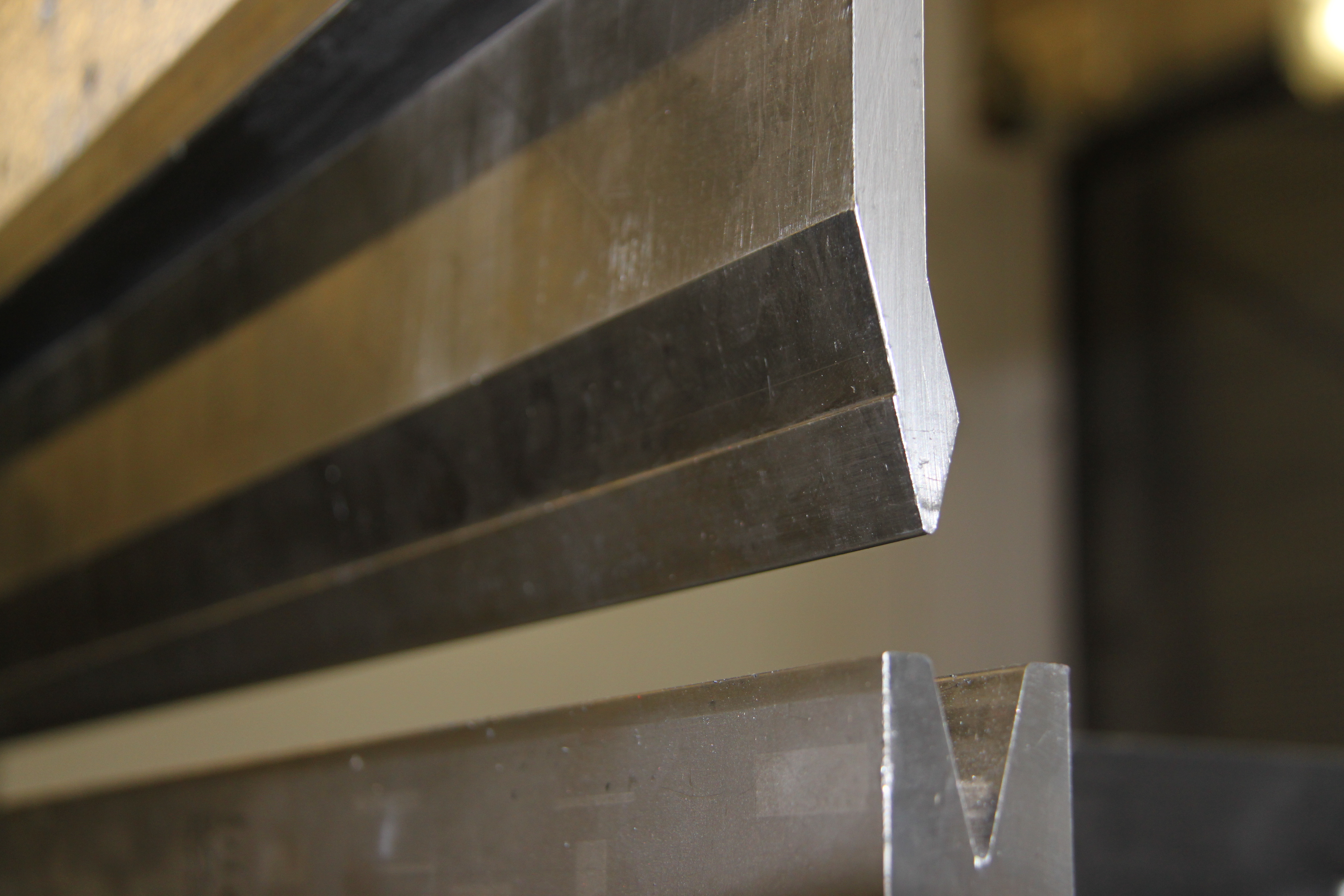
Matrijs en mal

Kanten is een metaalbewerkingstechniek waarbij metalen plaatmateriaal in een bepaalde hoek wordt gezet of gebogen, voor deze metaalbewerking is een afkantpers nodig.

## Kenmerk
Het kenmerk van kanten is dat de matrijs meestal een V-vorm heeft. Een ‘mes of stempel’ drukt het materiaal in deze V-vorm waardoor het buigt.

## Proces
Bij het kanten wordt een afkantpers gebruikt. De afkantpers is aan de onderzijde voorzien van een V-vormige matrijs (mal). Met, meestal een hydraulische cilinder wordt een wigvormig gereedschap (de stempel) omlaag in de V-vorm gedrukt. Hierdoor wordt het plaatmateriaal omgebogen.

## Voordelen
Het kanten kan eenvoudig geautomatiseerd worden. Hierdoor is het een relatief goedkoop productieproces.

## Toepassingen
Robotkanten kan op twee manieren:
- het plaatsen van een robot voor een bestaande kantbank;
- het gebruiken van een robot met geïntegreerde kantbank.